# 1. slovenská národní fotbalová liga 1974/1975
V soubojích 6. ročníku 1. slovenské národní fotbalové ligy 1974/75 (jedna ze skupin 3. nejvyšší soutěže) se utkalo 14 týmů dvoukolovým systémem podzim - jaro.

## Konečná tabulka
Zdroj: 
| Poř. | Tým                           | Z  | V  | R | P  | VG | OG | B  |
| ---- | ----------------------------- | -- | -- | - | -- | -- | -- | -- |
| 1.   | Zemplín Vihorlat Michalovce   | 26 | 14 | 5 | 7  | 40 | 20 | 33 |
| 2.   | Lokomotíva Spišská Nová Ves   | 26 | 13 | 6 | 7  | 37 | 28 | 32 |
| 3.   | PPS Detva                     | 26 | 12 | 5 | 9  | 41 | 30 | 29 |
| 4.   | Gumárne Púchov                | 26 | 10 | 8 | 8  | 37 | 27 | 28 |
| 5.   | Slovan Hlohovec               | 26 | 11 | 6 | 9  | 30 | 35 | 28 |
| 6.   | ZSNP Žiar nad Hronom          | 26 | 9  | 8 | 9  | 27 | 28 | 26 |
| 7.   | Slavoj Poľnohospodár Trebišov | 26 | 9  | 7 | 10 | 24 | 33 | 25 |
| 8.   | ČH Bratislava                 | 26 | 8  | 8 | 10 | 29 | 30 | 24 |
| 9.   | ŠK Liptovský Mikuláš          | 26 | 8  | 8 | 10 | 24 | 28 | 24 |
| 10.  | LB Zvolen                     | 26 | 11 | 2 | 13 | 27 | 32 | 24 |
| 11.  | Elektrosvit Nové Zámky        | 26 | 9  | 6 | 11 | 35 | 42 | 24 |
| 12.  | BZVIL Ružomberok              | 26 | 10 | 3 | 13 | 30 | 34 | 23 |
| 13.  | Baník Handlová                | 26 | 10 | 2 | 14 | 28 | 34 | 22 |
| 14.  | Mostáreň Brezno               | 26 | 9  | 4 | 13 | 24 | 32 | 22 |

Poznámky
- Z = Odehrané zápasy; V = Vítězství; R = Remízy; P = Prohry; VG = Vstřelené góly; OG = Obdržené góly; B = Body

|  | postup do 2. ligy 1975/76 |
|  | sestup do Divize 1975/76  |